# Alain White
Pour les articles homonymes, voir White.
Alain Campbell Went White, né le 3 mars 1880 à Cannes et mort le 23 avril 1951 à Summerville, est un botaniste et un problémiste américain. En botanique, il est désigné sous l'abréviation A.C.White. Grand collectionneur de problèmes d'échecs, il publiait chaque année au moment des fêtes de Noël, un recueil de problèmes autour d'un thème ou d'un compositeur. Ces volumes constituent la « Série de Noël » qui parut de 1905 à 1936.

## Botanique
Alain White commença des études de botanique en 1908. Avec Boyd L. Sloane, il se spécialisa dans l'étude des Stapeliinae. Il publia les ouvrages de référence :
- The Stapelieae – an introduction to the study of this tribe of Asclepiadaceae, S. E. Haselton, Pasadena, 1933Écrit avec Boyd L. Sloane.
- The Stapelieae –2nd edition, Pasadena, 1937Écrit avec Boyd L. Sloane.

Dans les années 1940, il s'intéressa aux euphorbes.

## Composition et publication de problèmes d'échecs

### Collectionneur et compositeur de problèmes
Alain Campbell était à la fois un compositeur de problèmes d'échecs, un  théoricien du problème, un auteur, un critique et un collectionneur. Il a entrepris une classification systématique des problèmes d'échecs. 
Alain White fut également un membre du « club du Bon Compagnon » (le Good Companion Club) qui publia une série de livres de problèmes de mats en deux coups.

### La Série de Noël
Alain White publiait chaque année un volume de la « Série de Noël » (Christmas Series) en 44 volumes, publiée de 1905 à 1936, recueils de problèmes d’échecs mettant en œuvre sa classification. Le livre très important de Henri Weenink, The Chess Problem, fut réédité et fortement augmenté  en 1926 dans cette série.

### Écrits sur les problèmes d'échecs
- Les mille et un Mats Inverses, ed. Numa Preti, Paris, 1907
- (en) Memories of my Chessboard, Stroud, 1909
- (en) The White Rooks, Christmas Series, Stroud, 1910
- (en) First steps in the classification of two-movers, Leeds, 1911
- (en) The Theory of Pawn Promotion, Stroud, 1912
- Le Problème d'échecs (avec Georges Renaud), Paris, 1924
- (en) Valves and Bi-Valves (avec George Hume), Christmas Series, Stroud et Stamford (Connecticut), 1930
- (en) F. Gamage, an Artist in Chess Problems, Stamford, 1941
- (en) A Century of two-movers (avec Comins Mansfield, Frederick Gamage et Vincent Eaton), Stamford 1941
- (en) A sketchbook of American chess problemists (avec George Allen et Frank Marshall), Stamford, 1942
- (en) Variation play (avec Walter Jacobs), Stamford, 1943
- (en) The two-move chess problem in the Soviet Union, 1923-1943 (avec Buschke et R.E. Cheney), Stamford, 1943